# 中近東文化センター
中近東文化センター（ちゅうきんとうぶんかセンター、The Middle Eastern Culture Center in Japan）は、東京都三鷹市にある博物館・図書館。公益財団法人中近東文化センターにより設立された。

## 概要
中近東の歴史的文化を研究し、その成果を公開する施設として、三笠宮崇仁親王の発意の下、出光佐三の協力を得て開館した。
東京都三鷹市に中近東文化センター附属博物館、中近東文化センター附属三笠宮記念図書館をもち、トルコ・クルシェヒル県カマン郡チャウルカン村に中近東文化センター附属アナトリア考古学研究所をもつ。

## 収蔵品・蔵書
2021年時点。
- 附属博物館収蔵品：1,128件2,297点
- 附属三笠宮記念図書館蔵書：53,189冊

## 沿革
- 1975年（昭和50年）1月 - 設立趣意書が交わされる。
- 1979年（昭和54年）10月 - 開館。
- 1998年（平成10年）5月 - トルコにアナトリア考古学研究所を設立。